# Ingo Kraft
Ingo Kraft (* 2. Juli 1961 in Hamm) ist ein deutscher Jurist und Vorsitzender Richter am Bundesverwaltungsgericht.

## Leben
Nachdem Ingo Kraft 1980 am Gymnasium Hammonense sein Abitur abgelegt hatte, studierte er Rechtswissenschaft an der Universität Würzburg. Er legte dort 1985 sein Erstes Juristisches Staatsexamen ab. 1987 promovierte Kraft zum Thema Immissionsschutz und Bauleitplanung an der Würzburger Universität und legte 1989 die Zweite Juristische Staatsprüfung ab. Noch im gleichen Jahr wurde er als Regierungsrat zur Anstellung bei der Regierung von Mittelfranken eingestellt und zum Richter auf Probe beim Verwaltungsgericht Ansbach ernannt. 1993 wurde er der Abteilung für Sicherheit und Ordnung des Landratsamtes Ansbach zugewiesen. Er wurde 1994 Richter kraft Auftrages und 1995 zum Richter auf Lebenszeit am Verwaltungsgericht in Ansbach ernannt. Bereits 1996 wurde er dann an das Bundesverwaltungsgericht abgeordnet. Er war dort wissenschaftlicher Mitarbeiter im 4. Revisionssenat. 1998 kehrte er an das Verwaltungsgericht zurück und nahm eine  Lehrtätigkeit an der Juristischen Fakultät Universität Würzburg auf. 2001 wurde Ingo Kraft Richter am Bayerischen Verwaltungsgerichtshof in München. Am Verwaltungsgerichtshof und am Verwaltungsgericht hatte er sich mit Fällen zum öffentlichen Baurecht, Kommunal- und Kommunalabgabenrecht, dem Staatsangehörigkeitsrecht und dem Vereinsrecht zu befassen. 
2006 wurde er Honorarprofessor an der Universität Würzburg und 2007 Richter am Bundesverwaltungsgericht. Er wurde am Bundesverwaltungsgericht dem 1. Revisionssenat, der für Rechtsmittel zum Ausländer- und Asylrecht zuständig ist, zugewiesen.
Ingo Kraft verfasste Kommentierungen im sogenannten Berliner Kommentar zum Baugesetzbuch zu § 19 und § 22 des Baugesetzbuches, zahlreiche Beiträge in Fachzeitschriften und Anmerkungen zu Entscheidungen.